# Galenik
Galenik ist ursprünglich die Lehre von der Zusammensetzung und Zubereitung bzw. Herstellung von Arzneimitteln. Die pharmazeutische Bezeichnung bezieht sich auf den griechischen Arzt Galenos (deutsch Galen), der im 2. Jahrhundert n. Chr. lebte und auch pharmazeutische Schriften verfasste. Bis in die 1960er Jahre wurde die Kunst der Arzneibereitung weiterhin als Galenik bezeichnet. Erst in der modernen Arzneimittelproduktion wird stattdessen häufig die quantitativ wie qualitativ erweiterte Bezeichnung pharmazeutische Technologie verwendet, aber in Bezug auf die „Zusammensetzung und Herstellung von Arzneimitteln“ nach wie vor auch die traditionelle Bezeichnung Galenik. Die Approbationsordnung für Apotheker vom 23. August 1971, welche für das Pharmaziestudium eine um die industriell-maschinelle Komponente der galenischen Technik erweiterte Ausbildung vorsah, führte den Begriff „Arzneiformenlehre“ bzw. „Pharmazeutische Technologie“ ein.
Ein medizinischer Wirkstoff (Arzneistoff) ist noch kein Arzneimittel. Der Wirkstoff muss zusammen mit Hilfsstoffen in eine bestimmte Arzneiform (Darreichungsform) gebracht werden, zum Beispiel als Tabletten, flüssiges Arzneimittel oder Creme, damit er dem Patienten zugeführt werden kann. Durch die Zubereitung mit Hilfsstoffen und die Art der Darreichung lassen sich auch die Verweildauer und die Konzentration der Wirkstoffe im Blutplasma beeinflussen. Der Zusammenhang zwischen den von der Galenik abhängigen Eigenschaften der Arzneimittel und deren Wirkung im Körper wird in der Biopharmazie erforscht.

## Geschichte
Die von Galen in seinen pharmakotherapeutischen Werken behandelten Arzneimittel („Galenische Heilmittel“) beruhen auf der antiken Seelentheorie und dem Konzept der humoralpathologischen Säftelehre. Sie umfassen elementare, die Elementarqualitäten (warm, kalt, feucht, trocken) darstellende Arzneimittel, kombinierte (warm-feucht, kalt-feucht, warm-trocken, kalt-trocken), durch ihre Wärmegrade unterschiedene Arzneimittel und spezifische, eine unmittelbare (purgierende) Wirkung (Abführen, Erbrechen, Entwässern) hervorrufende Mittel.
Die Herstellung von Arzneimitteln gehört seit der Herausbildung des Apothekerberufes zu dessen ureigensten Tätigkeiten und stand stets im Zentrum der Apothekerausbildung. So gab es seit dem 18. Jahrhundert Lehrveranstaltungen zur Arzneimittelherstellung in pharmazeutischen Privatinstituten und einigen Universitäten. Beispielsweise Heinrich Wackenroder, der an der Universität Jena die Pharmazie lehrte und dabei großen Wert auf die Herstellung pharmazeutischer Präparate legte.
Ab der zweiten Hälfte des 19. Jahrhunderts entwickelten sich chemische Untersuchungen zum Hauptarbeitsgebiet des Apothekers, sodass die Vermittlung von Kenntnissen und Fertigkeiten in der Galenik fast ausschließlich der Lehrzeit vorbehalten blieb.
Seit dem letzten Drittel des 19. Jahrhunderts entstand in Deutschland eine pharmazeutische Industrie. Der Apotheker Eugen Dieterich publizierte beispielsweise seit 1886 neue wissenschaftliche Ergebnisse über Herstellungsverfahren, Wertbestimmungsmethoden und großtechnische Fertigungen. Diese Ergebnisse fanden allerdings in der pharmazeutischen Hochschulausbildung zunächst keine Berücksichtigung. Auch bis zu Beginn des 20. Jahrhunderts war die Galenik kein Bestandteil der Hochschulausbildung.
Die Entstehung galenischer Fabriken, insbesondere die Produktion von Fertigarzneimitteln, führte zu einer Verminderung des Herstellungsmonopols der Apotheker. Daraufhin versuchte man die Herstellung von Fertigarzneimitteln in Apotheken zu begünstigen und auch wieder diese Kenntnisse in der Hochschulausbildung zu vermitteln. So wurde zum Beispiel an der Technischen Hochschule Braunschweig 1937 ein Ordinariat und Institut für Angewandte Pharmazie eingerichtet. Der Apotheker Walther Kern, der seit den 1920er-Jahren der NSDAP angehörte, übernahm die Leitung dieses Institutes und trug mit seinem Lehrbuch Angewandte Pharmazie ebenso zur Begründung des Faches Galenik bei.
An anderen deutschen Universitäten gab es den in der Prüfungsordnung geforderten Unterricht. Gelegentlich entstanden auch Publikationen zu galenischen Fragen, eine Institutionalisierung der Pharmazeutischen Technologie konnte jedoch erst nach 1945 erfolgen.
Nach 1945 musste an den einzelnen Universitäten der Bundesrepublik wieder neu um die Etablierung der Pharmazeutischen Technologie gekämpft werden. Die in der Apotheke benötigten galenischen Kenntnisse und Fertigkeiten galten als „Handwerk“ und sollten innerhalb des Vorpraktikums erlernt werden. Eine Ausnahme bildete wiederum die Technische Hochschule Braunschweig, an der 1959 ein Ordinariat und ein eigenes Institut für Pharmazeutische Technologie entstand. An anderen Universitäten wurden zunächst Extraordinariate eingerichtet. So auch 1956 in München, wo mit Elsa Ullmann die erste Frau, die sich für Pharmazeutische Technologie habilitiert hatte, berufen wurde. 1963 folgten weitere Extraordinariate an der Technischen Hochschule Karlsruhe und an den Universitäten Marburg, 1965 Würzburg sowie 1966 Frankfurt und Münster. Eigene Lehrstühle entstanden 1966 in Hamburg und Marburg sowie 1967 an der Technischen Hochschule in Karlsruhe.
In der DDR setzte sich der Direktor des Pharmazeutischen Institutes Fritz Weiß (1894–1965) der Humboldt-Universität Berlin im Unterschied zu anderen pharmazeutischen Chemikern engagiert für die Etablierung der Pharmazeutischen Technologie ein. 1957 lud er zur 1. Arbeitstagung über Pharmazeutische Technologie und Arzneiformenlehre nach Berlin ein. 1961 entstand an der Humboldt-Universität Berlin eine Abteilung für Galenik und Pharmazeutische Technologie, deren Leitung Rudolf Voigt übernahm. Rudolf Voigt wurde zu einem der ersten Vertreter dieses Faches in der DDR.

## Übertragene Bedeutungen
Im übertragenen Sinn bezeichnen Pharmazeuten und Mediziner die Arzneiform oder die von der Arzneiform abhängigen Eigenschaften eines Arzneimittels als dessen „Galenik“, zum Beispiel: „Metformin in neuer Galenik mit besserer Verträglichkeit“.
In pharmazeutischen Betrieben werden Räumlichkeiten, in denen Arzneimittel hergestellt werden, als Galenik  bezeichnet.

## Verwandte Begriffe
- Ein Galenikum (Plural Galenika) ist laut Duden ein Arzneimittel, das in der Apotheke aus Drogen zubereitet wird, also aus Bestandteilen von Tieren, Pflanzen oder anderen Lebewesen, die medizinisch wirksame Substanzen enthalten.[7]
- Die Arzneiform wird auch als Darreichungsform oder galenische Form bezeichnet.